# گامزه بزن
گامزه بزن (انگلیسی: Gamze Bezan؛ زادهٔ ۳۱ اوت ۱۹۹۴) بازیکن فوتبال اهل ترکیه است.
وی همچنین در تیم ملی فوتبال Turkey U-17 بازی کرده‌است.